# ستيفن بريس
ستيفن بريس (بالإسبانية: Steven Bryce)‏ (مواليد 16 أغسطس 1977) هو لاعب كرة قدم. يلعب مع منتخب كوستاريكا لكرة القدم. سبق له أن لعب في كأس العالم لكرة القدم مع منتخب بلاده.

## روابط خارجية
- ستيفن بريس على موقع الاتحاد الدولي (مؤرشف)  (الإنجليزية)
- ستيفن بريس على موقع قاعدة بيانات كرة القدم.إي يو (الإنجليزية)
- ستيفن بريس على موقع ناشيونال فوتبول تيمز (الإنجليزية)
- ستيفن بريس على موقع Soccerway.com (الإنجليزية)